# Minettia nigropunctata
Minettia nigropunctata är en tvåvingeart som beskrevs av Malloch 1928. Minettia nigropunctata ingår i släktet Minettia och familjen lövflugor.
Artens utbredningsområde är Bolivia. Inga underarter finns listade i Catalogue of Life.